# Plückersche Formeln
Die Plückerschen Formeln verbinden bestimmte Invarianten algebraischer Kurven und ihrer dualen Kurven. Zusätzlich lassen sie sich mit der gemeinsamen topologischen Invariante des Geschlechts der Kurve in Beziehung setzen. Sie wurden von Julius Plücker 1834 eingeführt.
Eine algebraische Kurve C sei durch eine Gleichung vom Grad (Ordnung) {\displaystyle d} in der komplexen projektiven Ebene gegeben. Die duale Kurve ist durch die Tangenten an die Kurve C gegeben und ist eine algebraische Kurve in der dualen projektiven Ebene. Ihr Grad sei {\displaystyle d^{*}} (auch Klasse der Kurve C genannt). Der Grad d ergibt sich aus der Anzahl der Schnittpunkte einer Geraden mit der Kurve C, wobei die Multiplizität der Schnittpunkte berücksichtigt werden muss. Komplexe Punkte und der Punkt im Unendlichen werden auch berücksichtigt. Der Grad {\displaystyle d^{*}} ist gleich der Anzahl der Geraden durch einen Punkt, die Tangenten an die Kurve C sind (auch hier mit Multiplizitäten gezählt). Für einen Kegelschnitt ist {\displaystyle d=d^{*}=2}. Für nicht-singuläre Kurven C gilt:
{\displaystyle d^{*}=d(d-1)\,}.
Bei den Singularitäten werden der Einfachheit halber nur Doppelpunkte (zwei verschiedene Tangenten), deren Anzahl {\displaystyle \delta } sei, und Spitzen (nur eine Tangente) betrachtet, deren Anzahl {\displaystyle \kappa } sei. Entsprechend gibt es im dualen Raum {\displaystyle \delta ^{*}} Doppeltangenten (dual zu den Doppelpunkten) und {\displaystyle \kappa ^{*}} Wendetangenten (dual zu den Spitzen, die Wendetangente berührt die Kurve in den Wendepunkten mindestens mit Ordnung 3). Es gelten dann die Plückergleichungen:
{\displaystyle d^{*}=d(d-1)-2\delta -3\kappa }
{\displaystyle \kappa ^{*}=3d(d-2)-6\delta -8\kappa \,}
und umgekehrt:
{\displaystyle d=d^{*}(d^{*}-1)-2\delta ^{*}-3\kappa ^{*}\,}
{\displaystyle \kappa =3d^{*}(d^{*}-2)-6\delta ^{*}-8\kappa ^{*}\,}.
Die vier Gleichungen sind nicht unabhängig, aus jeweils drei ergibt sich die vierte.
Mit den Formeln konnte Plücker zum Beispiel vorhersagen, dass eine Kubik (d=3) ohne Singularitäten stets neun Wendelinien ({\displaystyle \kappa ^{*}=9}) und damit neun Wendepunkte hat (sechs davon liegen im Komplexen).
Schließlich kann man noch das topologische Geschlecht von C definieren:
{\displaystyle g={1 \over 2}(d-1)(d-2)-\delta -\kappa }
oder mit den dualen Invarianten:
{\displaystyle g={1 \over 2}(d^{*}-1)(d^{*}-2)-\delta ^{*}-\kappa ^{*}}.
Die Formel für das Geschlecht stammt von Alfred Clebsch (Bernhard Riemann hatte zuvor das topologische Geschlecht zugehöriger Riemannflächen eingeführt). Mit der Formel für das Geschlecht kann die Menge möglicher Singularitäten weiter eingeschränkt werden.